# Западносахарско-испанские отношения
Западносахарско-испанские отношения — двусторонние дипломатические отношения между Королевством Испания и частично признанным государством Сахарской Арабской Демократической Республикой (САДР).

## История
Ранее САДР была частью Испанской империи. С 1884 по 1975 год Испания контролировала территорию Западной Сахары (также известной как Испанская Сахара). В ноябре 1975 года Испания согласилась разделить часть территории с Марокко и Мавританией после подписания Мадридских соглашений. Тогда 350 тыс. марокканцев и 20 тыс. марокканских солдат провели массовую демонстрацию на Испанскую Сахару, направленную на принуждение Испании передать Марокко спорную территорию Западной Сахары. Вскоре испанские войска покинули Западную Сахару. 
В феврале 1976 года Полисарио учредил и объявил о создании правительства в изгнании в Алжире и назвал страну «Сахарской Арабской Демократической Республикой» (САДР).

## Сотрудничества
С 1991 года некоторые испанские организации и НПО финансируют программы по приему сахарских детей в летние месяцы к испанскими семьям. Более 100 000 детей смогли воспользоваться этими программами.